# Primera División 2025 (Argentina)
Il campionato di Primera División 2025, conosciuto anche con il nome di Liga Profesional 2025 è la 96ª stagione del massimo torneo calcistico argentino, nonché la 5ª edizione organizzata dalla LPF, organo interno alla AFA a cui è demandata l'organizzazione del torneo. Tenendo in considerazione tutti i tornei disputati dall'inizio dell'era professionistica del calcio argentino, questa stagione ha attribuito il 140º con il Torneo Apertura e il 141º titolo nazionale nel Torneo Clausura.
La competizione infatti, che ha preso avvio 23 gennaio 2025 e si concluderà nel dicembre 2025, costituisce il ritorno del tradizionale formato di due tornei semestrali, denominati rispettivamente Torneo Apertura e Torneo Clausura (formato utilizzato per l'ultima volta nella stagione 2011-2012, con la disputa di due tornei indipendenti). In tal modo vengono consacrate due squadre come "campioni d'Argentina", ottenendo entrambe la qualificazione alla Copa Libertadores 2026 e al Trofeo de Campeones 2025.
Allo stesso tempo, dopo una stagione nella quale sono state sospese, si avranno due retrocessioni in Primera B Nacional e verranno definite le altre squadre qualificate alla Copa Libertadores 2026 e alla Copa Sudamericana 2026 tenendo conto di una classifica annuale che somma i risultati totalizzati da ogni squadra in entrambi i semestri (la Tabla general).
Il 1° giugno 2025, con la disputa della sua finale, il Torneo Apertura si è concluso con la vittoria del Platense, che in tal modo ha ottenuto il 1° titolo nazionale nella sua storia.

## Stagione

### Novità

#### Neopromosse
Con l'aumento delle squadre partecipanti alla Primera División (arrivate a 30) e la concomitante sospensione delle retrocessioni decisa nella stagione precedente, sono due le nuove compagini che faranno parte in questa stagione della massima serie calcistica argentina:
- Aldosivi (vincitore della Primera B Nacional 2024, ultima partecipazione nella stagione 2022);
- San Martín (SJ) (vincitore del Torneo reducido dello stesso campionato, ultima partecipazione nella stagione 2018-2019)

#### Il nuovo formato
Con questa stagione ritorna il formato che prevede la disputa di due tornei separati di durata semestrale: il Torneo Apertura viene disputato nel primo semestre, mentre il Torneo Clausura nel secondo semestre dell'anno 2025. Entrambi i tornei sono indipendenti, ognuno proclama una squadra "campione d'Argentina" ed hanno entrambi la stessa struttura di funzionamento, tranne per il fatto che il calendario viene invertito tra un torneo e l'altro, in modo che ogni squadra affronti le sue rispettive avversarie in casa in un torneo e in trasferta nel secondo torneo.

#### Primera fase
Le 30 squadre partecipanti sono state sorteggiate in due zone (Zona A e Zona B) ognuna composta di 15 squadre. Nella Primera fase ogni squadra affronta le 14 avversarie della stessa zona di appartenenza e disputa due partite contro squadre dell'altra zona, una secondo gli accoppiamenti stabiliti dalla LFP prima del sorteggio ed una seconda con un'avversaria stabilita per sorteggio, per un totale di 16 incontri complessivi. Al termine della Primera fase, le prime 8 squadre classificate di ogni zona si qualificano per la Fase final.

#### Fase final
La Fase final si sviluppa disponendo le 16 squadre qualificate in un tabellone per realizzare un torneo ad eliminazione diretta, che prevede la disputa di ottavi di finale, quarti di finale, semifinali e finale, tutte sfide disputate in gara secca. Ottavi, quarti e semifinali si disputano in casa della squadra meglio classificata, prevedendo la disputa direttamente dei calci di rigore in caso di pareggio al termine dei due tempi regolamentari. La finale, invece, verrà disputata in campo neutro, con la possibilità di disputare un tempo supplementare e i calci di rigore in caso di pareggio al termine dei tempi regolamentari. Il regolamento prevede che l'accoppiamento delle squadre venga determinato sulla base della posizione in classifica nella propria zona: la 1ª classificata della Zona A contro l'8ª classificata della Zona B, la 2ª della Zona A contro la 7ª della Zona B, e così via.

#### Qualificazione allaCopa Argentina2026
Non sono ancora noti i criteri di qualificazione per la Copa Argentina 2026.

## Squadre partecipanti
| Club                    | dettagli | Città                 | Stadio                                  |
| ----------------------- | -------- | --------------------- | --------------------------------------- |
| Aldosivi                | dettagli | Mar del Plata         | Stadio José Maria Minella               |
| Argentinos Juniors      | dettagli | Buenos Aires          | Stadio Diego Armando Maradona           |
| Atlético Tucumán        | dettagli | San Miguel de Tucumán | Stadio Monumental José Fierro           |
| Banfield                | dettagli | Banfield              | Stadio Florencio Sola                   |
| Barracas Central        | dettagli | Buenos Aires          | Stadio Claudio Chiqui Tapia             |
| Belgrano                | dettagli | Córdoba               | Stadio Julio César Villagra             |
| Boca Juniors            | dettagli | Buenos Aires          | Stadio Alberto José Armando             |
| Central Córdoba         | dettagli | Santiago del Estero   | Stadio Unico Madre de Ciudades          |
| Defensa y Justicia      | dettagli | Florencio Varela      | Stadio Norberto Tomaghello              |
| Deportivo Riestra       | dettagli | Buenos Aires          | Stadio Guillermo Laza                   |
| Estudiantes             | dettagli | La Plata              | Stadio Jorge Luis Hirschi               |
| Gimnasia y Esgrima      | dettagli | La Plata              | Stadio Juan Carmelo Zerillo             |
| Godoy Cruz              | dettagli | Godoy Cruz            | Stadio Malvinas Argentinas              |
| Huracán                 | dettagli | Buenos Aires          | Stadio Tomás Adolfo Ducó                |
| Independiente           | dettagli | Avellaneda            | Stadio Libertadores de América          |
| Independiente Rivadavia | dettagli | Mendoza               | Stadio Bautista Gargantini              |
| Instituto               | dettagli | Córdoba               | Stadio Juan Domingo Peron               |
| Lanús                   | dettagli | Lanús                 | Stadio Città di Lanús-Néstor Díaz Pérez |
| Newell's Old Boys       | dettagli | Rosario               | Stadio Marcelo Bielsa                   |
| Platense                | dettagli | Vicente López         | Stadio Ciudad de Vicente López          |
| Racing Club             | dettagli | Avellaneda            | Stadio Presidente Peron                 |
| River Plate             | dettagli | Buenos Aires          | Stadio Monumental                       |
| Rosario Central         | dettagli | Rosario               | Stadio Gigante de Arroyito              |
| San Lorenzo             | dettagli | Buenos Aires          | Stadio Pedro Bidegain                   |
| San Martín (SJ)         | dettagli | San Juan              | Stadio Ingeniero Hilario Sánchez        |
| Sarmiento               | dettagli | Junín                 | Stadio Eva Peron                        |
| Talleres                | dettagli | Córdoba               | Stadio Mario Alberto Kempes             |
| Tigre                   | dettagli | Victoria              | Stadio José Dellagiovanna               |
| Unión                   | dettagli | Santa Fe              | Stadio 15 de Abril                      |
| Vélez Sarsfield         | dettagli | Buenos Aires          | Stadio José Amalfitani                  |

## Sorteggio
Il sorteggio per la composizione della Zona A e della Zona B, nonché del calendario, si è tenuto il 20 dicembre 2024 presso la sede della AFA ad Ezeiza. Le 30 squadre sono state preliminarmente accoppiate per determinare gli scontri interzonali (alcuni di essi corrispondenti ai tradizionali clásicos), per poi procedere al sorteggio escludendo la possibilità che ogni squadra possa essere inserita nello stesso gruppo insieme all'altra squadra a cui è stata accoppiata. Gli scontri interzonali sono stati piazzati nel calendario di ogni squadra quando questa avrebbe dovuto effettuare il proprio turno di riposo.
| Accoppiamenti      | Accoppiamenti           |
| ------------------ | ----------------------- |
| Boca Juniors       | River Plate             |
| Independiente      | Racing Club             |
| Huracán            | San Lorenzo             |
| Newell's Old Boys  | Rosario Central         |
| Estudiantes (LP)   | Gimnasia (LP)           |
| Godoy Cruz         | Independiente Rivadavia |
| Banfield           | Lanús                   |
| Belgrano           | Talleres (C)            |
| Argentinos Juniors | Platense                |
| Tigre              | Vélez Sarsfield         |
| Instituto (C)      | Unión (SF)              |
| Atl. Tucumán       | Central Córdoba (SdE)   |
| Defensa y Justicia | Dep. Riestra            |
| Barracas Central   | Sarmiento (J)           |
| Aldosivi           | San Martín (SJ)         |

## Allenatori e primatisti
Nota: In corsivo si indicano gli allenatori con incarico ad interim.
| Squadra                 | Allenatore                                                                                        | Calciatore più presente (tra parentesi il numero delle presenze) | Capocannoniere (tra parentesi il numero di gol segnati) |
| ----------------------- | ------------------------------------------------------------------------------------------------- | ---------------------------------------------------------------- | ------------------------------------------------------- |
| Aldosivi                | Andrés Yllana (1A-9A) Mariano Charlier (10A-...)                                                  |                                                                  |                                                         |
| Argentinos Juniors      | Nicolás Diez (1A-...)                                                                             |                                                                  |                                                         |
| Atl. Tucumán            | Facundo Sava (1A-4A) Lucas Pusineri (5A-...)                                                      |                                                                  |                                                         |
| Banfield                | Ariel Broggi (1A-15A) Pedro Troglio (16A-...)                                                     |                                                                  |                                                         |
| Barracas Central        | Rubén Darío Insúa (1A-...)                                                                        |                                                                  |                                                         |
| Belgrano                | Walter Erviti (1A-4A) Norberto Fernández (5A) Ricardo Zielinski (6A-...)                          |                                                                  |                                                         |
| Boca Juniors            | Fernando Gago (1A-15A) Mariano Herrón (16A-QFA) Miguel Ángel Russo (1C-...)                       |                                                                  |                                                         |
| Central Córdoba (SdE)   | Omar De Felippe (1A-...)                                                                          |                                                                  |                                                         |
| Defensa y Justicia      | Pablo de Muner (1A-16A) Mariano Soso (1C-...)                                                     |                                                                  |                                                         |
| Dep. Riestra            | Cristian Fabbiani (1A-6A) Gustavo Benítez (7A-...)                                                |                                                                  |                                                         |
| Estudiantes (LP)        | Eduardo Domínguez (1A-...)                                                                        |                                                                  |                                                         |
| Gimnasia (LP)           | Marcelo Méndez (1A-2A) Fernando Zaniratto (3A-4A) Diego Flores (5A-16A) Alejandro Orfila (1C-...) |                                                                  |                                                         |
| Godoy Cruz              | Ernesto Pedernera (1A-6A) Esteban Solari (7A-4C) Walter Ribonetto (5C-...)                        |                                                                  |                                                         |
| Huracán                 | Frank Darío Kudelka (1A-...)                                                                      |                                                                  |                                                         |
| Independiente           | Julio Vaccari (1A-...)                                                                            |                                                                  |                                                         |
| Independiente Rivadavia | Alfredo Berti (1A-...)                                                                            |                                                                  |                                                         |
| Instituto (C)           | Pedro Troglio (1A-12A) Jiménez - Martelotto (13A-14A) Daniel Oldrá (15A-...)                      |                                                                  |                                                         |
| Lanús                   | Mauricio Pellegrino (1A-...)                                                                      |                                                                  |                                                         |
| Newell's Old Boys       | Mariano Soso (1A-6A) Cristian Fabbiani (7A-...)                                                   |                                                                  |                                                         |
| Platense                | Gómez - Orsi (1A-FA) Kily González (1C-...)                                                       |                                                                  |                                                         |
| Racing Club             | Gustavo Costas (1A-...)                                                                           |                                                                  |                                                         |
| River Plate             | Marcelo Gallardo (1A-...)                                                                         |                                                                  |                                                         |
| Rosario Central         | Ariel Holan (1A-...)                                                                              |                                                                  |                                                         |
| San Lorenzo             | Miguel Ángel Russo (1A-SFA) Damián Ayude (1C-...)                                                 |                                                                  |                                                         |
| San Martín (SJ)         | Raúl Antuña (1A-10A) Leandro Romagnoli (11A-...)                                                  |                                                                  |                                                         |
| Sarmiento (J)           | Javier Sanguinetti (1A-3C) Facundo Sava (4C-...)                                                  |                                                                  |                                                         |
| Talleres (C)            | Alexander Medina (1A-11A) Pablo Guiñazú (12A-16A) Diego Cocca Carlos Tévez (1C-...)               |                                                                  |                                                         |
| Tigre                   | Diego Dabove (1A-...)                                                                             |                                                                  |                                                         |
| Unión (SF)              | Kily González (1A-13A) Nicolás Vazzoler (14A-15A) Leonardo Madelón (16A-...)                      |                                                                  |                                                         |
| Vélez Sarsfield         | Sebastián Domínguez (1A-8A) Marcelo Bravo (9A-10A) Guillermo Barros Schelotto (11A-...)           |                                                                  |                                                         |

## Torneo Apertura
Il Torneo Apertura, iniziato il 23 gennaio 2025 e conclusosi il 1° giugno 2025, ha visto la vittoria del Platense, che in tal modo si è aggiudicato il 1° titolo nazionale nella storia della squadra.

### Primera fase

#### ClassificaZona A
| Pos. | Squadra                 | Pt | G  | V  | N | P | GF | GS | DR  |
| ---- | ----------------------- | -- | -- | -- | - | - | -- | -- | --- |
| 1.   | Argentinos Juniors      | 33 | 16 | 9  | 6 | 1 | 24 | 9  | 15  |
| 2.   | Boca Juniors            | 33 | 16 | 10 | 3 | 3 | 24 | 11 | 13  |
| 3.   | Racing Club             | 28 | 16 | 9  | 1 | 6 | 26 | 16 | 10  |
| 4.   | Huracán                 | 27 | 16 | 7  | 6 | 3 | 19 | 12 | 7   |
| 5.   | Tigre                   | 27 | 16 | 8  | 3 | 5 | 18 | 12 | 6   |
| 6.   | Independiente Rivadavia | 27 | 16 | 7  | 6 | 3 | 20 | 17 | 3   |
| 7.   | Barracas Central        | 26 | 16 | 7  | 5 | 4 | 20 | 18 | 2   |
| 8.   | Estudiantes (LP)        | 21 | 16 | 5  | 6 | 5 | 18 | 19 | −1  |
| 9.   | Newell's Old Boys       | 19 | 16 | 5  | 4 | 7 | 12 | 15 | −3  |
| 10.  | Defensa y Justicia      | 19 | 16 | 5  | 4 | 7 | 18 | 22 | −4  |
| 11.  | Central Córdoba (SdE)   | 18 | 16 | 5  | 3 | 8 | 21 | 22 | −1  |
| 12.  | Belgrano                | 17 | 16 | 3  | 8 | 5 | 13 | 23 | −10 |
| 13.  | Aldosivi                | 15 | 16 | 4  | 3 | 9 | 13 | 28 | −15 |
| 14.  | Banfield                | 14 | 16 | 3  | 5 | 8 | 14 | 19 | −5  |
| 15.  | Unión (SF)              | 14 | 16 | 3  | 5 | 8 | 11 | 17 | −6  |

Legenda
      Squadre qualificate alla Fase final.
Note
Fonte: AFA
3 punti per la vittoria, 1 punto per il pareggio.
A parità di punti, valgono i seguenti criteri:
- Miglior differenza reti;
- Maggior numero di gol segnati;
- Miglior piazzamento nella classifica Fair Play 2025 alla conclusione del campionato.
- Sorteggio.

#### ClassificaZona B
| Pos. | Squadra         | Pt | G  | V  | N | P  | GF | GS | DR  |
| ---- | --------------- | -- | -- | -- | - | -- | -- | -- | --- |
| 1.   | Rosario Central | 35 | 16 | 10 | 5 | 1  | 22 | 8  | 14  |
| 2.   | River Plate     | 31 | 16 | 8  | 7 | 1  | 21 | 9  | 12  |
| 3.   | Independiente   | 29 | 16 | 8  | 5 | 3  | 23 | 12 | 11  |
| 4.   | San Lorenzo     | 27 | 16 | 7  | 6 | 3  | 14 | 10 | 4   |
| 5.   | Dep. Riestra    | 24 | 16 | 5  | 9 | 2  | 13 | 7  | 6   |
| 6.   | Platense        | 23 | 16 | 6  | 5 | 5  | 13 | 11 | 2   |
| 7.   | Lanús           | 20 | 16 | 4  | 8 | 4  | 13 | 11 | 2   |
| 8.   | Instituto (C)   | 18 | 16 | 5  | 3 | 8  | 16 | 20 | −4  |
| 9.   | Godoy Cruz      | 17 | 16 | 3  | 8 | 5  | 8  | 18 | −10 |
| 10.  | Atl. Tucumán    | 16 | 16 | 5  | 1 | 10 | 17 | 21 | −4  |
| 11.  | Gimnasia (LP)   | 16 | 16 | 4  | 4 | 8  | 9  | 18 | −9  |
| 12.  | Sarmiento (J)   | 15 | 16 | 2  | 9 | 5  | 11 | 19 | −8  |
| 13.  | Vélez Sarsfield | 14 | 16 | 4  | 2 | 10 | 7  | 22 | −15 |
| 14.  | Talleres (C)    | 13 | 16 | 2  | 7 | 7  | 11 | 15 | −4  |
| 15.  | San Martín (SJ) | 9  | 16 | 2  | 3 | 11 | 5  | 18 | −13 |

Legenda
      Squadre qualificate alla Fase final.
Godoy Cruz precedentemente penalizzato con 3 punti di penalizzazione, poi restituiti.
Note
Fonte: AFA
3 punti per la vittoria, 1 punto per il pareggio.
A parità di punti, valgono i seguenti criteri:
- Miglior differenza reti;
- Maggior numero di gol segnati;
- Miglior piazzamento nella classifica Fair Play 2025 alla conclusione del campionato.
- Sorteggio.

#### Risultati
| Defensa y Justicia    | 0 - 1       | Banfield                | 23.1.2025   | Banfield                | 3 - 0       | Newell's Old Boys  | 27.1.2025   | Barracas Central   | 1 - 0       | Banfield                | 1.2.2025    |
| Newell's Old Boys     | 0 - 1       | Independiente Rivadavia | 23.1.2025   | Independiente Rivadavia | 0 - 0       | Barracas Central   | 28.1.2025   | Boca Juniors       | 2 - 1       | Huracán                 | 2.2.2025    |
| Barracas Central      | 1 - 3       | Racing Club             | 24.1.2025   | Huracán                 | 0 - 0       | Estudiantes (LP)   | 29.1.2025   | Newell's Old Boys  | 1 - 0       | Aldosivi                | 2.2.2025    |
| Belgrano              | 1 - 1       | Huracán                 | 24.1.2025   | Unión                   | 1 - 1       | Boca Juniors       | 29.1.2025   | Tigre              | 1 - 0       | Unión                   | 3.2.2025    |
| Estudiantes (LP)      | 3 - 1       | Unión                   | 25.1.2025   | Aldosivi                | 0 - 5       | Defensa y Justicia | 30.1.2025   | Defensa y Justicia | 2 - 1       | Central Córdoba (SdE)   | 3.2.2025    |
| Boca Juniors          | 0 - 0       | Argentinos Juniors      | 26.1.2025   | Racing Club             | 4 - 0       | Belgrano           | 30.1.2025   | Estudiantes (LP)   | 2 - 0       | Racing Club             | 3.2.2025    |
| Central Córdoba (SdE) | 1 - 0       | Aldosivi                | 26.1.2025   | Argentinos Juniors      | 1 - 0       | Tigre              | 30.1.2025   | Belgrano           | 0 - 3       | Independiente Rivadavia | 3.2.2025    |
| Zona B                | Zona B      | Zona B                  | Zona B      | Zona B                  | Zona B      | Zona B             | Zona B      | Zona B             | Zona B      | Zona B                  | Zona B      |
| Locali                | R           | Ospiti                  | Giorno      | Locali                  | R           | Ospiti             | Giorno      | Locali             | R           | Ospiti                  | Giorno      |
| Godoy Cruz            | 0 - 3       | Rosario Central         | 23.1.2025   | Deportivo Riestra       | 0 - 0       | San Martín (SJ)    | 28.1.2025   | San Martín (SJ)    | 0 - 0       | Rosario Central         | 1.2.2025    |
| Lanús                 | 0 - 2       | Deportivo Riestra       | 23.1.2025   | Sarmiento (J)           | 0 - 0       | Godoy Cruz         | 28.1.2025   | Lanús              | 2 - 0       | Sarmiento (J)           | 1.2.2025    |
| Independiente         | 2 - 1       | Sarmiento (J)           | 24.1.2025   | Rosario Central         | 2 - 1       | Lanús              | 28.1.2025   | San Lorenzo        | 0 - 0       | River Plate             | 2.2.2025    |
| San Martín (SJ)       | 0 - 1       | Atlético Tucumán        | 24.1.2025   | Vélez Sarsfield         | 0 - 1       | Platense           | 28.1.2025   | Instituto          | 2 - 0       | Vélez Sarsfield         | 2.2.2025    |
| San Lorenzo           | 1 - 0       | Talleres (C)            | 25.1.2025   | Gimnasia y Esgrima (LP) | 0 - 2       | San Lorenzo        | 29.1.2025   | Independiente      | 2 - 0       | Gimnasia y Esgrima (LP) | 2.2.2025    |
| Instituto             | 3 - 0       | Gimnasia y Esgrima (LP) | 25.1.2025   | Talleres (C)            | 2 - 3       | Independiente      | 29.1.2025   | Atlético Tucumán   | 0 - 3       | Deportivo Riestra       | 4.2.2025    |
| Platense              | 1 - 1       | River Plate             | 25.1.2025   | River Plate             | 1 - 0       | Instituto          | 29.1.2025   | Godoy Cruz         | 0 - 0       | Talleres (C)            | sosp.       |
| Interzonale           | Interzonale | Interzonale             | Interzonale | Interzonale             | Interzonale | Interzonale        | Interzonale | Interzonale        | Interzonale | Interzonale             | Interzonale |
| Locali                | R           | Ospiti                  | Giorno      | Locali                  | R           | Ospiti             | Giorno      | Locali             | R           | Ospiti                  | Giorno      |
| Tigre                 | 3 - 0       | Vélez Sarsfield         | 23.1.2025   | Central Córdoba (SdE)   | 2 - 0       | Atlético Tucumán   | 30.1.2025   | Argentinos Juniors | 1 - 0       | Platense                | 3.2.2025    |

| Aldosivi                | 1 - 3       | Barracas Central   | 6.2.2025    | Barracas Central   | 3 - 3       | Central Córdoba (SdE)   | 11.2.2025   | Banfield                | 0 - 1       | Boca Juniors       | 14.2.2025   |
| Banfield                | 1 - 1       | Belgrano           | 7.2.2025    | Tigre              | 1 - 0       | Racing Club             | 11.2.2025   | Aldosivi                | 2 - 2       | Estudiantes (LP)   | 15.2.2025   |
| Central Córdoba (SdE)   | 2 - 0       | Newell's Old Boys  | 7.2.2025    | Boca Juniors       | 2 - 0       | Independiente Rivadavia | 11.2.2025   | Defensa y Justicia      | 1 - 1       | Barracas Central   | 15.2.2025   |
| Huracán                 | 2 - 0       | Tigre              | 7.2.2025    | Belgrano           | 2 - 0       | Aldosivi                | 11.2.2025   | Central Córdoba (SdE)   | 4 - 0       | Belgrano           | 15.2.2025   |
| Independiente Rivadavia | 2 - 2       | Estudiantes (LP)   | 7.2.2025    | Estudiantes (LP)   | 1 - 0       | Banfield                | 11.2.2025   | Independiente Rivadavia | 1 - 4       | Tigre              | 15.2.2025   |
| Unión                   | 0 - 1       | Argentinos Juniors | 7.2.2025    | Newell's Old Boys  | 0 - 1       | Defensa y Justicia      | 12.2.2025   | Racing Club             | 2 - 3       | Argentinos Juniors | 15.2.2025   |
| Racing Club             | 2 - 0       | Boca Juniors       | 8.2.2025    | Argentinos Juniors | 1 - 1       | Huracán                 | 12.2.2025   | Huracán                 | 1 - 0       | Unión              | 16.2.2025   |
| Zona B                  | Zona B      | Zona B             | Zona B      | Zona B             | Zona B      | Zona B                  | Zona B      | Zona B                  | Zona B      | Zona B             | Zona B      |
| Locali                  | R           | Ospiti             | Giorno      | Locali             | R           | Ospiti                  | Giorno      | Locali                  | R           | Ospiti             | Giorno      |
| Sarmiento (J)           | 1 - 1       | San Martín (SJ)    | 6.2.2025    | Deportivo Riestra  | 0 - 0       | Rosario Central         | 12.2.2025   | River Plate             | 1 - 0       | Lanús              | 16.2.2025   |
| Rosario Central         | 3 - 1       | Atlético Tucumán   | 8.2.2025    | Independiente      | 3 - 0       | Vélez Sarsfield         | 12.2.2025   | Talleres (C)            | 1 - 1       | Atlético Tucumán   | 16.2.2025   |
| Vélez Sarsfield         | 0 - 0       | San Lorenzo        | 8.2.2025    | Godoy Cruz         | 0 - 0       | River Plate             | 12.2.2025   | Sarmiento (J)           | 2 - 1       | Deportivo Riestra  | 17.2.2025   |
| River Plate             | 2 - 0       | Independiente      | 8.2.2025    | Lanús              | 0 - 0       | Gimnasia y Esgrima (LP) | 13.2.2025   | Gimnasia y Esgrima (LP) | 1 - 0       | San Martín (SJ)    | 17.2.2025   |
| Platense                | 1 - 0       | Instituto          | 9.2.2025    | San Martín (SJ)    | 0 - 1       | Talleres (C)            | 13.2.2025   | Platense                | 1 - 1       | Independiente      | 17.2.2025   |
| Gimnasia y Esgrima (LP) | 3 - 0       | Godoy Cruz         | 9.2.2025    | San Lorenzo        | 2 - 1       | Platense                | 13.2.2025   | Vélez Sarsfield         | 0 - 2       | Godoy Cruz         | 17.2.2025   |
| Talleres (C)            | 0 - 1       | Lanús              | 9.2.2025    | Atlético Tucumán   | 5 - 0       | Sarmiento (J)           | 13.2.2025   | Instituto               | 0 - 1       | San Lorenzo        | 17.2.2025   |
| Interzonale             | Interzonale | Interzonale        | Interzonale | Interzonale        | Interzonale | Interzonale             | Interzonale | Interzonale             | Interzonale | Interzonale        | Interzonale |
| Locali                  | R           | Ospiti             | Giorno      | Locali             | R           | Ospiti                  | Giorno      | Locali                  | R           | Ospiti             | Giorno      |
| Deportivo Riestra       | 1 - 1       | Defensa y Justicia | 9.2.2025    | Unión              | 0 - 0       | Instituto               | 13.2.2025   | Newell's Old Boys       | 1 - 2       | Rosario Central    | 16.2.2025   |

| Estudiantes (LP)   | 3 - 2       | Central Córdoba (SdE)   | 21.2.2025   | Boca Juniors            | 1 - 0       | Rosario Central         | 28.2.2025   | Banfield                | 1 - 2  | Argentinos Juniors | 7.3.2025  |
| Boca Juniors       | 2 - 1       | Aldosivi                | 22.5.2025   | San Martín (SJ)         | 3 - 1       | Belgrano                | 28.2.2025   | Central Córdoba (SdE)   | 0 - 3  | Boca Juniors       | 7.3.2025  |
| Belgrano           | 2 - 0       | Defensa y Justicia      | 23.2.2025   | Central Córdoba (SdE)   | 0 - 0       | Deportivo Riestra       | 28.2.2025   | Racing Club             | 0 - 1  | Huracán            | 8.3.2025  |
| Barracas Central   | 2 - 0       | Newell's Old Boys       | 24.2.2025   | Aldosivi                | 2 - 2       | Sarmiento (J)           | 1.3.2025    | Defensa y Justicia      | 1 - 0  | Estudiantes (LP)   | 9.3.2025  |
| Argentinos Juniors | 0 - 0       | Independiente Rivadavia | 24.2.2025   | River Plate             | 0 - 2       | Estudiantes (LP)        | 1.3.2025    | Aldosivi                | 0 - 2  | Tigre              | 9.3.2025  |
| Tigre              | 1 - 0       | Banfield                | 24.2.2025   | Talleres (C)            | 1 - 2       | Tigre                   | 1.3.2025    | Newell's Old Boys       | 0 - 0  | Belgrano           | 9.3.2025  |
| Unión              | 0 - 1       | Racing Club             | 20.3.2025   | Unión                   | 1 - 0       | Gimnasia y Esgrima (LP) | 1.3.2025    | Independiente Rivadavia | 2 - 0  | Unión              | 10.3.2025 |
| Zona B             | Zona B      | Zona B                  | Zona B      | Argentinos Juniors      | 2 - 0       | Instituto               | 2.3.2025    | Zona B                  | Zona B | Zona B             | Zona B    |
| Locali             | R           | Ospiti                  | Giorno      | Independiente Rivadavia | 1 - 1       | Lanús                   | 2.3.2025    | Locali                  | R      | Ospiti             | Giorno    |
| Deportivo Riestra  | 0 - 0       | Talleres (C)            | 21.2.2025   | Vélez Sarsfield         | 0 - 2       | Huracán                 | 2.3.2025    | Vélez Sarsfield         | 1 - 0  | San Martín (SJ)    | 7.3.2025  |
| Godoy Cruz         | 1 - 1       | Platense                | 21.2.2025   | San Lorenzo             | 3 - 2       | Racing Club             | 3.3.2025    | San Lorenzo             | 1 - 2  | Independiente      | 8.3.2025  |
| Lanús              | 0 - 0       | Vélez Sarsfield         | 21.2.2025   | Atlético Tucumán        | 1 - 2       | Newell's Old Boys       | 3.3.2025    | Platense                | 0 - 0  | Lanús              | 8.3.2025  |
| Rosario Central    | 1 - 0       | Sarmiento (J)           | 22.2.2025   | Barracas Central        | 1 - 2       | Godoy Cruz              | 3.3.2025    | River Plate             | 1 - 0  | Atlético Tucumán   | 9.3.2025  |
| Independiente      | 2 - 0       | Instituto               | 22.2.2025   | Banfield                | 0 - 0       | Independiente           | 4.3.2025    | Instituto               | 1 - 1  | Godoy Cruz         | 9.3.2025  |
| San Martín (SJ)    | 0 - 2       | River Plate             | 22.2.2025   | Platense                | 0 - 1       | Defensa y Justicia      | 4.3.2025    | Gimnasia y Esgrima (LP) | 1 - 1  | Deportivo Riestra  | 10.3.2025 |
| Atlético Tucumán   | 0 - 1       | Gimnasia y Esgrima (LP) | 23.2.2025   |                         |             |                         |             | Talleres (C)            | 0 - 0  | Rosario Central    | 10.3.2025 |
| Interzonale        | Interzonale | Interzonale             | Interzonale | Interzonale             | Interzonale | Interzonale             | Interzonale |                         |        |                    |           |
| Locali             | R           | Ospiti                  | Giorno      | Locali                  | R           | Ospiti                  | Giorno      |                         |        |                    |           |
| Huracán            | 2 - 0       | San Lorenzo             | 23.2.2025   | Sarmiento (J)           | 1 - 1       | Barracas Central        | 8.3.2025    |                         |        |                    |           |

| Argentinos Juniors | 0 - 2       | Aldosivi                | 14.3.2025   | Aldosivi                | 2 - 1       | Unión              | 27.3.2025   | Estudiantes (LP)   | 0 - 1       | Belgrano                | 4.4.2025    |
| Estudiantes (LP)   | 1 - 1       | Newell's Old Boys       | 15.3.2025   | Barracas Central        | 2 - 1       | Estudiantes (LP)   | 27.3.2025   | Huracán            | 3 - 3       | Aldosivi                | 5.4.2025    |
| Huracán            | 2 - 0       | Independiente Rivadavia | 15.3.2025   | Independiente Rivadavia | 2 - 1       | Racing Club        | 27.3.2025   | Unión              | 1 - 0       | Central Córdoba (SdE)   | 6.4.2025    |
| Boca Juniors       | 4 - 0       | Defensa y Justicia      | 16.3.2025   | Defensa y Justicia      | 1 - 2       | Tigre              | 28.3.2025   | Boca Juniors       | 1 - 0       | Barracas Central        | 6.4.2025    |
| Belgrano           | 1 - 1       | Barracas Central        | 16.3.2025   | Banfield                | 0 - 0       | Huracán            | 28.3.2025   | Argentinos Juniors | 4 - 1       | Defensa y Justicia      | 6.4.2025    |
| Tigre              | 1 - 2       | Central Córdoba (SdE)   | 17.3.2025   | Central Córdoba (SdE)   | 1 - 1       | Argentinos Juniors | 29.3.2025   | Racing Club        | 4 - 1       | Banfield                | 6.4.2025    |
| Unión              | 3 - 1       | Banfield                | 17.3.2025   | Newell's Old Boys       | 2 - 0       | Boca Juniors       | 30.3.2025   | Tigre              | 0 - 2       | Newell's Old Boys       | 7.4.2025    |
| Zona B             | Zona B      | Zona B                  | Zona B      | Zona B                  | Zona B      | Zona B             | Zona B      | Zona B             | Zona B      | Zona B                  | Zona B      |
| Locali             | R           | Ospiti                  | Giorno      | Locali                  | R           | Ospiti             | Giorno      | Locali             | R           | Ospiti                  | Giorno      |
| Godoy Cruz         | 0 - 0       | San Lorenzo             | 14.3.2025   | San Lorenzo             | 1 - 1       | Lanús              | 28.3.2025   | San Martín (SJ)    | 0 - 1       | San Lorenzo             | 4.4.2025    |
| Deportivo Riestra  | 0 - 0       | River Plate             | 15.3.2025   | Vélez Sarsfield         | 0 - 1       | Deportivo Riestra  | 28.3.2025   | Rosario Central    | 2 - 1       | Vélez Sarsfield         | 5.4.2025    |
| Rosario Central    | 2 - 1       | Gimnasia y Esgrima (LP) | 15.3.2025   | Platense                | 2 - 1       | Atlético Tucumán   | 28.3.2025   | Talleres (C)       | 2 - 0       | Gimnasia y Esgrima (LP) | 5.4.2025    |
| Sarmiento (J)      | 0 - 0       | Talleres (C)            | 15.3.2025   | Instituto               | 1 - 0       | San Martín (SJ)    | 29.3.2025   | Sarmiento (J)      | 1 - 1       | River Plate             | 5.4.2025    |
| Lanús              | 4 - 1       | Instituto               | 16.3.2025   | Independiente           | 4 - 0       | Godoy Cruz         | 29.3.2025   | Lanús              | 1 - 1       | Independiente           | 6.4.2025    |
| San Martín (SJ)    | 0 - 2       | Platense                | 17.3.2025   | River Plate             | 2 - 2       | Rosario Central    | 29.3.2025   | Deportivo Riestra  | 1 - 0       | Platense                | 7.4.2025    |
| Atlético Tucumán   | 1 - 2       | Vélez Sarsfield         | 17.3.2025   | Gimnasia y Esgrima (LP) | 0 - 0       | Sarmiento (J)      | 30.3.2025   | Atlético Tucumán   | 3 - 2       | Instituto               | 7.4.2025    |
| Interzonale        | Interzonale | Interzonale             | Interzonale | Interzonale             | Interzonale | Interzonale        | Interzonale | Interzonale        | Interzonale | Interzonale             | Interzonale |
| Locali             | R           | Ospiti                  | Giorno      | Locali                  | R           | Ospiti             | Giorno      | Locali             | R           | Ospiti                  | Giorno      |
| Independiente      | 1 - 1       | Racing Club             | 16.3.2025   | Belgrano                | 1 - 1       | Talleres (C)       | 30.3.2025   | Godoy Cruz         | 1 - 1       | Independiente Rivadavia | 5.4.2025    |

| Banfield                | 1 - 1       | Independiente Rivadavia | 11.4.2025   | Racing Club             | 1 - 0       | Central Córdoba (SdE) | 18.4.2025   | Aldosivi              | 2 - 1       | Banfield                | 26.4.2025   |
| Newell's Old Boys       | 0 - 0       | Argentinos Juniors      | 11.4.2025   | Unión                   | 1 - 1       | Newell's Old Boys     | 18.4.2025   | Belgrano              | 1 - 1       | Argentinos Juniors      | 26.4.2025   |
| Barracas Central        | 1 - 0       | Tigre                   | 12.4.2025   | Huracán                 | 1 - 1       | Defensa y Justicia    | 19.4.2025   | Barracas Central      | 2 - 1       | Unión                   | 28.4.2025   |
| Belgrano                | 1 - 3       | Boca Juniors            | 12.4.2025   | Boca Juniors            | 2 - 0       | Estudiantes (LP)      | 19.4.2025   | Defensa y Justicia    | 1 - 2       | Racing Club             | 28.4.2025   |
| Aldosivi                | 0 - 2       | Racing Club             | 14.4.2025   | Tigre                   | 0 - 0       | Belgrano              | 22.4.2025   | Estudiantes (LP)      | 0 - 0       | Tigre                   | 28.4.2025   |
| Central Córdoba (SdE)   | 1 - 2       | Huracán                 | 14.4.2025   | Argentinos Juniors      | 3 - 0       | Barracas Central      | 22.4.2025   | Central Córdoba (SdE) | 1 - 2       | Independiente Rivadavia | 28.4.2025   |
| Defensa y Justicia      | 0 - 0       | Unión                   | 14.4.2025   | Independiente Rivadavia | 1 - 0       | Aldosivi              | 22.4.2025   | Newell's Old Boys     | 2 - 0       | Huracán                 | 29.4.2025   |
| Zona B                  | Zona B      | Zona B                  | Zona B      | Zona B                  | Zona B      | Zona B                | Zona B      | Zona B                | Zona B      | Zona B                  | Zona B      |
| Locali                  | R           | Ospiti                  | Giorno      | Locali                  | R           | Ospiti                | Giorno      | Locali                | R           | Ospiti                  | Giorno      |
| San Lorenzo             | 1 - 0       | Atlético Tucumán        | 12.4.2025   | Gimnasia y Esgrima (LP) | 0 - 3       | River Plate           | 18.4.2025   | San Lorenzo           | 0 - 1       | Rosario Central         | 26.4.2025   |
| Instituto               | 3 - 0       | Deportivo Riestra       | 13.4.2025   | Talleres (C)            | 0 - 1       | Vélez Sarsfield       | 18.4.2025   | Instituto             | 1 - 1       | Sarmiento (J)           | 27.4.2025   |
| Independiente           | 2 - 0       | San Martín (SJ)         | 13.4.2025   | Rosario Central         | 3 - 0       | Instituto             | 20.4.2025   | Lanús                 | 1 - 0       | San Martín (SJ)         | 27.4.2025   |
| River Plate             | 1 - 1       | Talleres (C)            | 13.4.2025   | Deportivo Riestra       | 0 - 0       | San Lorenzo           | 20.4.2025   | Independiente         | 0 - 0       | Deportivo Riestra       | 27.4.2025   |
| Godoy Cruz              | 0 - 0       | Lanús                   | 14.4.2025   | San Martín (SJ)         | 1 - 0       | Godoy Cruz            | 20.4.2025   | Godoy Cruz            | 1 - 0       | Atlético Tucumán        | 28.4.2025   |
| Vélez Sarsfield         | 0 - 1       | Sarmiento (J)           | 14.4.2025   | Sarmiento (J)           | 0 - 1       | Platense              | 20.4.2025   | Vélez Sarsfield       | 1 - 0       | Gimnasia y Esgrima (LP) | 28.4.2025   |
| Platense                | 1 - 1       | Rosario Central         | 15.4.2025   | Atlético Tucumán        | 2 - 0       | Independiente         | 30.4.2025   | Platense              | 2 - 1       | Talleres (C)            | 29.4.2025   |
| Interzonale             | Interzonale | Interzonale             | Interzonale | Interzonale             | Interzonale | Interzonale           | Interzonale | Interzonale           | Interzonale | Interzonale             | Interzonale |
| Locali                  | R           | Ospiti                  | Giorno      | Locali                  | R           | Ospiti                | Giorno      | Locali                | R           | Ospiti                  | Giorno      |
| Gimnasia y Esgrima (LP) | 1 - 1       | Estudiantes (LP)        | 13.4.2025   | Lanús                   | 1 - 1       | Banfield              | 19.4.2025   | River Plate           | 2 - 1       | Boca Juniors            | 27.4.2025   |

| 16ª giornata            | 16ª giornata | 16ª giornata          | 16ª giornata |
| Zona A                  | Zona A       | Zona A                | Zona A       |
| Locali                  | R            | Ospiti                | Giorno       |
| ----------------------- | ------------ | --------------------- | ------------ |
| Argentinos Juniors      | 4 - 0        | Estudiantes (LP)      | 2.5.2025     |
| Racing Club             | 1 - 0        | Newell's Old Boys     | 2.5.2025     |
| Independiente Rivadavia | 3 - 2        | Defensa y Justicia    | 2.5.2025     |
| Banfield                | 3 - 1        | Central Córdoba (SdE) | 2.5.2025     |
| Unión                   | 1 - 1        | Belgrano              | 2.5.2025     |
| Huracán                 | 0 - 1        | Barracas Central      | 3.5.2025     |
| Tigre                   | 1 - 1        | Boca Juniors          | 4.5.2025     |
| Zona B                  |              |                       |              |
| Locali                  | R            | Ospiti                | Giorno       |
| Talleres (C)            | 1 - 2        | Instituto             | 3.5.2025     |
| Sarmiento (J)           | 1 - 1        | San Lorenzo           | 3.5.2025     |
| Deportivo Riestra       | 3 - 0        | Godoy Cruz            | 3.5.2025     |
| Rosario Central         | 1 - 0        | Independiente         | 3.5.2025     |
| Atlético Tucumán        | 1 - 0        | Lanús                 | 3.5.2025     |
| Gimnasia y Esgrima (LP) | 1 - 0        | Platense              | 4.5.2025     |
| River Plate             | 4 - 1        | Vélez Sarsfield       | 4.5.2025     |
| Interzonale             |              |                       |              |
| Locali                  | R            | Ospiti                | Giorno       |
| San Martín (SJ)         | 0 - 3        | Aldosivi              | 4.5.2025     |

### Fase final
Dati aggiornati al 25 maggio 2025.

#### Tabellone
|  | Ottavi di finale (10-12 maggio) | Ottavi di finale (10-12 maggio) | Ottavi di finale (10-12 maggio) |                 |                    | Quarti di finale (18-20 maggio) | Quarti di finale (18-20 maggio) | Quarti di finale (18-20 maggio) |  |  | Semifinali (24-25 maggio) | Semifinali (24-25 maggio) | Semifinali (24-25 maggio) |  |  | Finale (1° giugno) | Finale (1° giugno) | Finale (1° giugno) |  |
|  |                                 |                                 |                                 |                 |                    |                                 |                                 |                                 |  |  |                           |                           |                           |  |  |                    |                    |                    |  |
|  | 1A                              | Argentinos Juniors              | 3                               |                 |                    |                                 |                                 |                                 |  |  |                           |                           |                           |  |  |                    |                    |                    |  |
|  | 1A                              | Argentinos Juniors              | 3                               |                 |                    |                                 |                                 |                                 |  |  |                           |                           |                           |  |  |                    |                    |                    |  |
|  | 8B                              | Instituto (C)                   | 1                               |                 |                    |                                 |                                 |                                 |  |  |                           |                           |                           |  |  |                    |                    |                    |  |
|  | 8B                              | Instituto (C)                   | 1                               |                 | Argentinos Juniors | Argentinos Juniors              | 1 (7)                           |                                 |  |  |                           |                           |                           |  |  |                    |                    |                    |  |
|  |                                 |                                 |                                 |                 | Argentinos Juniors | Argentinos Juniors              | 1 (7)                           |                                 |  |  |                           |                           |                           |  |  |                    |                    |                    |  |
|  |                                 |                                 | San Lorenzo (r)                 | San Lorenzo (r) | 1 (8)              |                                 |                                 |                                 |  |  |                           |                           |                           |  |  |                    |                    |                    |  |
|  | 4B                              | San Lorenzo                     | San Lorenzo (r)                 | San Lorenzo (r) | 1 (8)              | 2                               |                                 |                                 |  |  |                           |                           |                           |  |  |                    |                    |                    |  |
|  | 4B                              | San Lorenzo                     |                                 |                 |                    |                                 |                                 |                                 |  |  |                           |                           |                           |  |  |                    |                    |                    |  |
|  | 5A                              | Tigre                           | 1                               |                 |                    |                                 |                                 |                                 |  |  |                           |                           |                           |  |  |                    |                    |                    |  |
|  | 5A                              | Tigre                           | 1                               |                 | San Lorenzo        | San Lorenzo                     | 0                               |                                 |  |  |                           |                           |                           |  |  |                    |                    |                    |  |
|  |                                 |                                 |                                 |                 |                    |                                 |                                 |                                 |  |  |                           |                           |                           |  |  |                    |                    |                    |  |
|  |                                 |                                 | Platense                        | Platense        | 1                  |                                 |                                 |                                 |  |  |                           |                           |                           |  |  |                    |                    |                    |  |
|  | 2B                              | River Plate                     | Platense                        | Platense        | 1                  | 3                               |                                 |                                 |  |  |                           |                           |                           |  |  |                    |                    |                    |  |
|  | 2B                              | River Plate                     |                                 |                 |                    |                                 |                                 |                                 |  |  |                           |                           |                           |  |  |                    |                    |                    |  |
|  | 7A                              | Barracas Central                | 0                               |                 |                    |                                 |                                 |                                 |  |  |                           |                           |                           |  |  |                    |                    |                    |  |
|  | 7A                              | Barracas Central                | 0                               |                 | River Plate        | River Plate                     | 1 (2)                           |                                 |  |  |                           |                           |                           |  |  |                    |                    |                    |  |
|  |                                 |                                 |                                 |                 | River Plate        | River Plate                     | 1 (2)                           |                                 |  |  |                           |                           |                           |  |  |                    |                    |                    |  |
|  |                                 |                                 | Platense (r)                    | Platense (r)    | 1 (4)              |                                 |                                 |                                 |  |  |                           |                           |                           |  |  |                    |                    |                    |  |
|  | 3A                              | Racing Club                     | Platense (r)                    | Platense (r)    | 1 (4)              | 0                               |                                 |                                 |  |  |                           |                           |                           |  |  |                    |                    |                    |  |
|  | 3A                              | Racing Club                     |                                 |                 |                    |                                 |                                 |                                 |  |  |                           |                           |                           |  |  |                    |                    |                    |  |
|  | 6B                              | Platense                        | 1                               |                 |                    |                                 |                                 |                                 |  |  |                           |                           |                           |  |  |                    |                    |                    |  |
|  | 6B                              | Platense                        | 1                               |                 | Platense           | Platense                        | 1                               |                                 |  |  |                           |                           |                           |  |  |                    |                    |                    |  |
|  |                                 |                                 |                                 |                 |                    |                                 |                                 |                                 |  |  |                           |                           |                           |  |  |                    |                    |                    |  |
|  |                                 |                                 | Huracán                         | Huracán         | 0                  |                                 |                                 |                                 |  |  |                           |                           |                           |  |  |                    |                    |                    |  |
|  | 1B                              | Rosario Central                 | Huracán                         | Huracán         | 0                  | 2                               |                                 |                                 |  |  |                           |                           |                           |  |  |                    |                    |                    |  |
|  | 1B                              | Rosario Central                 |                                 |                 |                    |                                 |                                 |                                 |  |  |                           |                           |                           |  |  |                    |                    |                    |  |
|  | 8A                              | Estudiantes (LP)                | 0                               |                 |                    |                                 |                                 |                                 |  |  |                           |                           |                           |  |  |                    |                    |                    |  |
|  | 8A                              | Estudiantes (LP)                | 0                               |                 | Rosario Central    | Rosario Central                 | 0                               |                                 |  |  |                           |                           |                           |  |  |                    |                    |                    |  |
|  |                                 |                                 |                                 |                 | Rosario Central    | Rosario Central                 | 0                               |                                 |  |  |                           |                           |                           |  |  |                    |                    |                    |  |
|  |                                 |                                 | Huracán                         | Huracán         | 1                  |                                 |                                 |                                 |  |  |                           |                           |                           |  |  |                    |                    |                    |  |
|  | 4A                              | Huracán                         | Huracán                         | Huracán         | 1                  | 3                               |                                 |                                 |  |  |                           |                           |                           |  |  |                    |                    |                    |  |
|  | 4A                              | Huracán                         |                                 |                 |                    |                                 |                                 |                                 |  |  |                           |                           |                           |  |  |                    |                    |                    |  |
|  | 5B                              | Dep. Riestra                    | 2                               |                 |                    |                                 |                                 |                                 |  |  |                           |                           |                           |  |  |                    |                    |                    |  |
|  | 5B                              | Dep. Riestra                    | 2                               |                 | Independiente      | Independiente                   | 0 (5)                           |                                 |  |  |                           |                           |                           |  |  |                    |                    |                    |  |
|  |                                 |                                 |                                 |                 |                    |                                 |                                 |                                 |  |  |                           |                           |                           |  |  |                    |                    |                    |  |
|  |                                 |                                 | Huracán (r)                     | Huracán (r)     | 0 (6)              |                                 |                                 |                                 |  |  |                           |                           |                           |  |  |                    |                    |                    |  |
|  | 2A                              | Boca Juniors (r)                | Huracán (r)                     | Huracán (r)     | 0 (6)              | 0 (4)                           |                                 |                                 |  |  |                           |                           |                           |  |  |                    |                    |                    |  |
|  | 2A                              | Boca Juniors (r)                |                                 |                 |                    |                                 |                                 |                                 |  |  |                           |                           |                           |  |  |                    |                    |                    |  |
|  | 7B                              | Lanús                           | 0 (2)                           |                 |                    |                                 |                                 |                                 |  |  |                           |                           |                           |  |  |                    |                    |                    |  |
|  | 7B                              | Lanús                           | 0 (2)                           |                 | Boca Juniors       | Boca Juniors                    | 0                               |                                 |  |  |                           |                           |                           |  |  |                    |                    |                    |  |
|  |                                 |                                 |                                 |                 | Boca Juniors       | Boca Juniors                    | 0                               |                                 |  |  |                           |                           |                           |  |  |                    |                    |                    |  |
|  |                                 |                                 | Independiente                   | Independiente   | 1                  |                                 |                                 |                                 |  |  |                           |                           |                           |  |  |                    |                    |                    |  |
|  | 3B                              | Independiente                   | Independiente                   | Independiente   | 1                  | 1                               |                                 |                                 |  |  |                           |                           |                           |  |  |                    |                    |                    |  |
|  | 3B                              | Independiente                   |                                 |                 |                    |                                 |                                 |                                 |  |  |                           |                           |                           |  |  |                    |                    |                    |  |
|  | 6A                              | Independiente Rivadavia         | 0                               |                 |                    |                                 |                                 |                                 |  |  |                           |                           |                           |  |  |                    |                    |                    |  |

#### Risultati

##### Ottavi di finale
Agli ottavi di finale hanno avuto accesso le prime 8 classificate di ogni Zona, determinando gli scontri in base alla posizione in classifica ottenuta (la 1ª della Zona A contro l'8ª della Zona B, la 2ª della Zona A contro la 7ª della Zona B, e così via).
| Arbitro: | Yael Falcón Pérez |

|                         |           |             |
| Vombergar 3’ Cuello 89’ | Marcatori | 48’ Fértoli |

Con il risultato di 2-1 in suo favore, il San Lorenzo ha eliminato il Tigre e si è qualificato ai quarti di finale del Torneo Apertura.
| Arbitro: | Andrés Merlos |

|                           |           |  |
| Quintana 88’ Campaz 90+6’ | Marcatori |  |

Con il risultato di 2-0 in suo favore, il Rosario Central ha eliminato l'Estudiantes de la Plata e si è qualificato ai quarti di finale del Torneo Apertura.
| Arbitro: | Darío Herrera |

|  |           |            |
|  | Marcatori | 83’ Orsini |

Con il risultato di 1-0 in suo favore, il Platense ha eliminato il Racing de Avellaneda e si è qualificato ai quarti di finale del Torneo Apertura.
| Arbitro: | Leandro Rey Hilfer |

|                               |                      |                              |
| Rojo Zeballos Alarcón Giménez | Tiri di rigore 4 – 2 | Canelo Moreno Aquino Carrera |

Permanendo il risultato di pareggio al termine dei tempi regolamentari, sono stati necessari i tiri di rigore dai quali è uscito vincitore (con il risultato di 4-2 in suo favore) il Boca Juniors, che in tal modo ha eliminato il Lanús e si è qualificato ai quarti di finale del Torneo Apertura.
| Arbitro: | Hernán Mastrángelo |

|             |           |  |
| Montiel 57’ | Marcatori |  |

Con il risultato di 1-0 in suo favore, l'Independiente ha eliminato l'Independiente de Rivadavia e si è qualificato ai quarti di finale del Torneo Apertura.
| Arbitro: | Andrés Gariano |

|                                 |           |             |
| Molina 61’ Herrera 64’ Sosa 89’ | Marcatori | 71’ Requena |

Con il risultato di 3-1 in suo favore, l'Argentinos Juniors ha eliminato l'Instituto e si è qualificato ai quarti di finale del Torneo Apertura.
| Arbitro: | Fernando Echenique |

|                                               |           |                        |
| Ramírez 45+2’ Ramírez 69’ Sansotre 78’ (aut.) | Marcatori | 59’ Alonso 82’ Benegas |

Con il risultato di 3-2 in suo favore, l'Huracán ha eliminato il Deportivo Riestra e si è qualificato ai quarti di finale del Torneo Apertura.
| Arbitro: | Sebastián Zunino |

|                                     |           |  |
| Díaz 11’ I. Fernández 42’ Acuña 87’ | Marcatori |  |

Con il risultato di 3-0 in suo favore, il River Plate ha eliminato il Barracas Central e si è qualificato ai quarti di finale del Torneo Apertura.

##### Quarti di finale
Ai quarti di finale hanno ottenuto il diritto di partecipare le 8 squadre vincitrici degli scontri diretti degli ottavi di finale.
| Arbitro: | Pablo Echavarría |

|  |           |               |
|  | Marcatori | 20’ Mazzantti |

Con il risultato di 1-0 in suo favore, il l'Huracán ha eliminato il Rosario Central e si è qualificato alle semifinali del Torneo Apertura.
| Arbitro: | Facundo Tello |

|                                                              |                      |                                                                         |
| Molina 90+5’                                                 | Marcatori            | 69’ Vombergar                                                           |
| Lozano Sosa Prieto Ardaiz D. Rodríguez Molina Lescano Romero | Tiri di rigore 7 – 8 | Vombergar Cuello Báez E. Herrera Domínguez Tripichio Reali G. Hernández |

Permanendo il risultato di parità (1-1) al termine dei tempi regolamentari, sono stati necessari i tiri di rigore dai quali è uscito vincitore il San Lorenzo, che in tal modo ha eliminato l'Argentinos Juniors e si è qualificato alle semifinali del Torneo Apertura.
| Arbitro: | Nicolás Ramírez |

|  |           |            |
|  | Marcatori | 64’ Angulo |

Con il risultato di 1-0 in suo favore, l'Independiente ha eliminato il Boca Juniors e si è qualificato alle semifinali del Torneo Apertura.
| Arbitro: | Yael Falcón Pérez |

|                                          |                      |                                        |
| Mastantuono 90+13’                       | Marcatori            | 30’ Taborda                            |
| Franco Mastantuono Borja Castaño Driussi | Tiri di rigore 2 – 4 | Vázquez Saborido Mainero Zapiola Schor |

Permanendo il risultato di parità (1-1) al termine dei tempi regolamentari, sono stati necessari i tiri di rigore dai quali è uscito vincitore il Platense, che in tal modo ha eliminato il River Plate e si è qualificato alle semifinali del Torneo Apertura.

##### Semifinali
Alle semifinali del Torneo Apertura hanno avuto accesso le 4 squadre uscite vincitrici dai confronti dei quarti di finale.
| Arbitro: | Hernán Mastrángelo |

|                                                        |                      |                                                            |
| Ávalos Montiel Galdames Loyola Lomónaco Angulo Hidalgo | Tiri di rigore 5 – 6 | Sequeira Guidara Pellegrino Miljevic Gil Pereyra Mazzantti |

Permanendo il risultato di parità (0-0) al termine dei tempi regolamentari, sono stati necessari i tiri di rigore dai quali è uscito vincitore l'Huracán, che in tal modo ha eliminato l'Independiente e si è qualificato per la finale del Torneo Apertura.
| Arbitro: | Leandro Rey Hilfer |

|  |           |             |
|  | Marcatori | 76’ Zapiola |

Con il risultato di 1-0 in suo favore, il Platense ha eliminato il San Lorenzo e si è qualificato per la finale del Torneo Apertura.

##### Finale
Alla finale hanno ottenuto l'accesso le due squadre vincitrici delle semifinali. A differenza delle precedenti fasi, la finale è stata disputata in campo neutro.
| Arbitro: | Facundo Tello |

|  |           |             |
|  | Marcatori | 63’ Mainero |

| Huracán (4-2-3-1) | Platense (4-4-2) |

|                     |    |                     |  |     |     |
|                     |    |                     |  |     |     |
| P                   | 1  | Hernán Galíndez     |  |     |     |
| D                   | 31 | Marco Pellegrino    |  |     | 83’ |
| D                   | 25 | Fabio Pereyra       |  |     |     |
| D                   | 29 | César Ibáñez        |  |     |     |
| D                   | 24 | Tomás Guidara       |  | 20’ | 72’ |
| C                   | 18 | Matko Miljevic      |  | 74’ |     |
| C                   | 8  | Leonardo Gil        |  |     |     |
| C                   | 5  | Leonel Pérez        |  |     | 72’ |
| C                   | 43 | Eric Ramírez        |  |     | 45’ |
| C                   | 11 | Agustín Urzi        |  |     | 59’ |
| A                   | 10 | Walter Mazzantti    |  |     |     |
| A disposizione:     |    |                     |  |     |     |
| P                   | 32 | Sebastián Meza      |  |     |     |
| D                   | 2  | Nicolás Goitea      |  |     |     |
| D                   | 3  | Lucas Carrizo       |  |     |     |
| D                   | 19 | Leandro Lescano     |  |     |     |
| D                   | 29 | Hernán de la Fuente |  |     | 72’ |
| C                   | 20 | Emmanuel Ojeda      |  |     |     |
| C                   | 21 | Franco Watson       |  |     |     |
| A                   | 7  | Matías Tissera      |  |     | 72’ |
| A                   | 9  | Ramón Ábila         |  |     | 83’ |
| A                   | 16 | Rodrigo Cabral      |  |     |     |
| A                   | 17 | Gabriel Alanís      |  |     | 58’ |
| A                   | 26 | Leonardo Sequeira   |  |     | 45’ |
| Allenatore:         |    |                     |  |     |     |
| Frank Darío Kudelka |    |                     |  |     |     |

|                         |    |                           |     |       |     |  |
|                         |    |                           |     |       |     |  |
| P                       | 31 | Juan Pablo Cozzani        |     | 86’   |     |  |
| D                       | 6  | Oscar Salomón             |     |       |     |  |
| D                       | 13 | Ignacio Vázquez           |     |       |     |  |
| D                       | 3  | Tomás Silva               |     | 25’   | 50’ |  |
| D                       | 25 | Juan Ignacio Saborido     |     |       |     |  |
| C                       | 14 | Leonel Picco              |     |       |     |  |
| C                       | 5  | Rodrigo Herrera           |     | 69’   | 86’ |  |
| C                       | 10 | Vicente Taborda           |     |       | 83’ |  |
| A                       | 7  | Guido Mainero             | 63’ | 89’   |     |  |
| A                       | 77 | Ronaldo Martínez          |     |       | 86’ |  |
| A                       | 21 | Augusto Lotti             |     |       | 45’ |  |
| A disposizione:         |    |                           |     |       |     |  |
| P                       | 1  | Andrés Desábato           |     |       |     |  |
| D                       | 2  | Juan Pablo Pignani        |     |       |     |  |
| D                       | 4  | Edgar Elizalde            |     |       | 50’ |  |
| D                       | 24 | Bautista Barros Schelotto |     |       |     |  |
| C                       | 8  | Fernando Juárez           |     | 90+5’ | 86’ |  |
| C                       | 11 | Franco Zapiola            |     |       | 83’ |  |
| C                       | 19 | Santiago Toloza           |     |       |     |  |
| C                       | 23 | Enzo Roldán               |     |       |     |  |
| C                       | 29 | Franco Minerva            |     |       |     |  |
| C                       | 32 | Franco Baldassarra        |     |       |     |  |
| A                       | 26 | Ignacio Schor             |     |       | 45’ |  |
| A                       | 36 | Nicolás Orsini            |     |       | 86’ |  |
| Allenatori:             |    |                           |     |       |     |  |
| Sergio Gómez Favio Orsi |    |                           |     |       |     |  |

Con il risultato di 1-0 in suo favore, il Platense ha battuto l'Huracán e vinto il Torneo Apertura 2025, il 1° nella sua storia.

### Statistiche

#### Classifica marcatori
| Gol |  |  | Giocatore         | Squadra            |
| --- |  |  | ----------------- | ------------------ |
| 10  |  |  | Tomás Molina      | Argentinos Juniors |
| 9   |  |  | Adrián Martínez   | Racing             |
| 9   |  |  | Andrés Vombergar  | San Lorenzo        |
| 8   |  |  | Gabriel Ávalos    | Independiente      |
| 8   |  |  | Nicolás Fernández | Belgrano           |

## Torneo Clausura
Il Torneo Clausura è iniziato il 13 luglio 2025 e si concluderà il 14 dicembre 2025.

### Primera fase

#### ClassificaZona A
Dati aggiornati al 12 agosto 2025.
| Pos. | Squadra                 | Pt | G | V | N | P | GF | GS | DR |
| ---- | ----------------------- | -- | - | - | - | - | -- | -- | -- |
| 1.   | Barracas Central        | 9  | 4 | 3 | 0 | 1 | 7  | 5  | 2  |
| 2.   | Estudiantes (LP)        | 9  | 4 | 3 | 0 | 1 | 5  | 3  | 2  |
| 3.   | Belgrano                | 7  | 4 | 2 | 1 | 1 | 5  | 2  | 3  |
| 4.   | Defensa y Justicia      | 7  | 4 | 2 | 1 | 1 | 4  | 2  | 2  |
| 5.   | Central Córdoba (SdE)   | 6  | 4 | 1 | 3 | 0 | 4  | 3  | 1  |
| 6.   | Huracán                 | 6  | 4 | 2 | 0 | 2 | 3  | 5  | −2 |
| 7.   | Newell's Old Boys       | 5  | 4 | 1 | 2 | 1 | 4  | 4  | 0  |
| 8.   | Argentinos Juniors      | 5  | 4 | 1 | 2 | 1 | 2  | 2  | 0  |
| 9.   | Unión (SF)              | 5  | 4 | 1 | 2 | 1 | 2  | 2  | 0  |
| 10.  | Independiente Rivadavia | 4  | 4 | 1 | 1 | 2 | 5  | 4  | 1  |
| 11.  | Tigre                   | 4  | 4 | 1 | 1 | 2 | 3  | 4  | −1 |
| 12.  | Racing Club             | 4  | 4 | 1 | 1 | 2 | 2  | 3  | −1 |
| 13.  | Banfield                | 4  | 4 | 1 | 1 | 2 | 4  | 6  | −2 |
| 14.  | Boca Juniors            | 3  | 4 | 0 | 3 | 1 | 2  | 3  | −1 |
| 15.  | Aldosivi                | 2  | 4 | 0 | 2 | 2 | 1  | 5  | −4 |

Legenda
      Squadre qualificate alla Fase final.
Note
Fonte: AFA
3 punti per la vittoria, 1 punto per il pareggio.
A parità di punti, valgono i seguenti criteri:
- Miglior differenza reti;
- Maggior numero di gol segnati;
- Miglior piazzamento nella classifica Fair Play 2025 alla conclusione del campionato.
- Sorteggio.

#### ClassificaZona B
Dati aggiornati al 12 agosto 2025.
| Pos. | Squadra         | Pt | G | V | N | P | GF | GS | DR |
| ---- | --------------- | -- | - | - | - | - | -- | -- | -- |
| 1.   | River Plate     | 8  | 4 | 2 | 2 | 0 | 7  | 1  | 6  |
| 2.   | San Lorenzo     | 8  | 4 | 2 | 2 | 0 | 3  | 1  | 2  |
| 3.   | Gimnasia (LP)   | 7  | 4 | 2 | 1 | 1 | 3  | 2  | 1  |
| 4.   | Lanús           | 6  | 4 | 2 | 0 | 2 | 3  | 2  | 1  |
| 5.   | Rosario Central | 6  | 4 | 1 | 3 | 0 | 2  | 1  | 1  |
| 6.   | Dep. Riestra    | 6  | 4 | 2 | 0 | 2 | 4  | 4  | 0  |
| 7.   | Atl. Tucumán    | 5  | 4 | 1 | 2 | 1 | 3  | 3  | 0  |
| 8.   | Vélez Sarsfield | 5  | 4 | 1 | 2 | 1 | 2  | 2  | 0  |
| 9.   | Sarmiento (J)   | 5  | 4 | 1 | 2 | 1 | 3  | 4  | −1 |
| 10.  | Instituto (C)   | 5  | 4 | 1 | 2 | 1 | 2  | 5  | −3 |
| 11.  | San Martín (SJ) | 4  | 4 | 1 | 1 | 2 | 4  | 5  | −1 |
| 12.  | Talleres (C)    | 4  | 4 | 1 | 1 | 2 | 3  | 4  | −1 |
| 13.  | Godoy Cruz      | 3  | 4 | 0 | 3 | 1 | 2  | 3  | −1 |
| 14.  | Platense        | 3  | 4 | 0 | 3 | 1 | 2  | 4  | −2 |
| 15.  | Independiente   | 2  | 4 | 0 | 2 | 2 | 3  | 5  | −2 |

Legenda
      Squadre qualificate alla Fase final.
Note
Fonte: AFA
3 punti per la vittoria, 1 punto per il pareggio.
A parità di punti, valgono i seguenti criteri:
- Miglior differenza reti;
- Maggior numero di gol segnati;
- Miglior piazzamento nella classifica Fair Play 2025 alla conclusione del campionato.
- Sorteggio.

#### Risultati
Dati aggiornati al 18 agosto 2025.
| Aldosivi                | 0 - 0       | Central Córdoba (SdE) | 11.7.2025   | Boca Juniors       | 1 - 1       | Unión                   | 18.7.2025   | Unión                   | 0 - 0       | Tigre              | 25.7.2025   |
| Huracán                 | 0 - 3       | Belgrano              | 12.7.2025   | Barracas Central   | 0 - 3       | Independiente Rivadavia | 20.7.2025   | Independiente Rivadavia | 0 - 0       | Belgrano           | 25.7.2025   |
| Racing Club             | 0 - 1       | Barracas Central      | 12.7.2025   | Tigre              | 2 - 1       | Argentinos Juniors      | 20.7.2025   | Aldosivi                | 0 - 0       | Newell's Old Boys  | 26.7.2025   |
| Independiente Rivadavia | 1 - 2       | Newell's Old Boys     | 13.7.2025   | Newell's Old Boys  | 1 - 2       | Banfield                | 20.7.2025   | Racing Club             | 0 - 1       | Estudiantes (LP)   | 26.7.2025   |
| Argentinos Juniors      | 0 - 0       | Boca Juniors          | 13.7.2025   | Belgrano           | 0 - 1       | Racing Club             | 20.7.2025   | Huracán                 | 1 - 0       | Boca Juniors       | 27.7.2025   |
| Banfield                | 0 - 0       | Defensa y Justicia    | 14.7.2025   | Estudiantes (LP)   | 2 - 1       | Huracán                 | 21.7.2025   | Central Córdoba (SdE)   | 2 - 1       | Defensa y Justicia | 28.7.2025   |
| Unión                   | 1 - 0       | Estudiantes (LP)      | 14.7.2025   | Defensa y Justicia | 2 - 0       | Aldosivi                | 22.7.2025   | Banfield                | 1 - 3       | Barracas Central   | 28.7.2025   |
| Zona B                  | Zona B      | Zona B                | Zona B      | Zona B             | Zona B      | Zona B                  | Zona B      | Zona B                  | Zona B      | Zona B             | Zona B      |
| Locali                  | R           | Ospiti                | Giorno      | Locali             | R           | Ospiti                  | Giorno      | Locali                  | R           | Ospiti             | Giorno      |
| Talleres (C)            | 1 - 2       | San Lorenzo           | 11.7.2025   | San Lorenzo        | 0 - 0       | Gimnasia y Esgrima (LP) | 19.7.2025   | Sarmiento (J)           | 0 - 2       | Lanús              | 25.7.2025   |
| Rosario Central         | 1 - 1       | Godoy Cruz            | 12.7.2025   | Lanús              | 0 - 1       | Rosario Central         | 19.7.2025   | Rosario Central         | 0 - 0       | San Martín (SJ)    | 26.7.2025   |
| Gimnasia y Esgrima (LP) | 0 - 1       | Instituto             | 12.7.2025   | Godoy Cruz         | 0 - 0       | Sarmiento (J)           | 19.7.2025   | Vélez Sarsfield         | 0 - 0       | Instituto          | 26.7.2025   |
| Sarmiento (J)           | 2 - 2       | Independiente         | 13.7.2025   | Platense           | 0 - 0       | Vélez Sarsfield         | 19.7.2025   | Talleres (C)            | 0 - 0       | Godoy Cruz         | 27.7.2025   |
| Atlético Tucumán        | 2 - 1       | San Martín (SJ)       | 13.7.2025   | Instituto          | 0 - 4       | River Plate             | 19.7.2025   | Gimnasia y Esgrima (LP) | 1 - 0       | Independiente      | 27.7.2025   |
| River Plate             | 3 - 1       | Platense              | 13.7.2025   | Independiente      | 1 - 2       | Talleres (C)            | 20.7.2025   | River Plate             | 0 - 0       | San Lorenzo        | 27.7.2025   |
| Deportivo Riestra       | 1 - 0       | Lanús                 | 14.7.2025   | San Martín (SJ)    | 3 - 2       | Deportivo Riestra       | 21.7.2025   | Deportivo Riestra       | 1 - 0       | Atlético Tucumán   | 28.7.2025   |
| Interzonale             | Interzonale | Interzonale           | Interzonale | Interzonale        | Interzonale | Interzonale             | Interzonale | Interzonale             | Interzonale | Interzonale        | Interzonale |
| Locali                  | R           | Ospiti                | Giorno      | Locali             | R           | Ospiti                  | Giorno      | Locali                  | R           | Ospiti             | Giorno      |
| Vélez Sarsfield         | 2 - 1       | Tigre                 | 15.7.2025   | Atlético Tucumán   | 1 - 1       | Central Córdoba (SdE)   | 18.7.2025   | Platense                | 0 - 0       | Argentinos Juniors | 26.7.2025   |

| Estudiantes (LP)   | 2 - 1       | Independiente Rivadavia | 7.8.2025    | Aldosivi                | 0 - 0       | Belgrano           | 15.8.2025   | Barracas Central   |             | Defensa y Justicia      | 22.8.2025   |
| Tigre              | 0 - 1       | Huracán                 | 8.8.2025    | Racing Club             | 1 - 2       | Tigre              | 15.8.2025   | Tigre              |             | Independiente Rivadavia | 22.8.2025   |
| Newell's Old Boys  | 1 - 1       | Central Córdoba (SdE)   | 8.8.2025    | Huracán                 | 1 - 0       | Argentinos Juniors | 16.8.2025   | Unión              |             | Huracán                 | 24.8.2025   |
| Boca Juniors       | 1 - 1       | Racing Club             | 9.8.2025    | Defensa y Justicia      | 1 - 1       | Newell's Old Boys  | 17.8.2025   | Argentinos Juniors |             | Racing Club             | 24.8.2025   |
| Belgrano           | 2 - 1       | Banfield                | 9.8.2025    | Central Córdoba (SdE)   | 1 - 1       | Barracas Central   | 17.8.2025   | Boca Juniors       |             | Banfield                | 24.8.2025   |
| Barracas Central   | 3 - 1       | Aldosivi                | 10.8.2025   | Banfield                | 3 - 2       | Estudiantes (LP)   | 17.8.2025   | Belgrano           |             | Central Córdoba (SdE)   | 25.8.2025   |
| Argentinos Juniors | 1 - 0       | Unión                   | 10.8.2025   | Independiente Rivadavia | 0 - 3       | Boca Juniors       | 17.8.2025   | Estudiantes (LP)   |             | Aldosivi                | 25.8.2025   |
| Zona B             | Zona B      | Zona B                  | Zona B      | Zona B                  | Zona B      | Zona B             | Zona B      | Zona B             | Zona B      | Zona B                  | Zona B      |
| Locali             | R           | Ospiti                  | Giorno      | Locali                  | R           | Ospiti             | Giorno      | Locali             | R           | Ospiti                  | Giorno      |
| Godoy Cruz         | 1 - 2       | Gimnasia y Esgrima (LP) | 7.8.2025    | Platense                | 2 - 1       | San Lorenzo        | 16.8.2025   | San Lorenzo        |             | Instituto               | 23.8.2025   |
| San Lorenzo        | 1 - 0       | Vélez Sarsfield         | 7.8.2025    | Rosario Central         | 1 - 1       | Deportivo Riestra  | 16.8.2025   | San Martín (SJ)    |             | Gimnasia y Esgrima (LP) | 23.8.2025   |
| Lanús              | 1 - 0       | Talleres (C)            | 8.8.2025    | Vélez Sarsfield         | 2 - 1       | Independiente      | 16.8.2025   | Atlético Tucumán   |             | Talleres (C)            | 23.8.2025   |
| San Martín (SJ)    | 0 - 1       | Sarmiento (J)           | 9.8.2025    | Gimnasia y Esgrima (LP) | 1 - 2       | Lanús              | 17.8.2025   | Independiente      |             | Platense                | 24.8.2025   |
| Independiente      | 0 - 0       | River Plate             | 9.8.2025    | River Plate             | 4 - 2       | Godoy Cruz         | 17.8.2025   | Deportivo Riestra  |             | Sarmiento (J)           | 25.8.2025   |
| Atlético Tucumán   | 0 - 0       | Rosario Central         | 9.8.2025    | Sarmiento (J)           |             | Atlético Tucumán   | 18.8.2025   | Godoy Cruz         |             | Vélez Sarsfield         | 25.8.2025   |
| Instituto          | 1 - 1       | Platense                | 10.8.2025   | Talleres (C)            |             | San Martín (SJ)    | 18.8.2025   | Lanús              |             | River Plate             | 25.8.2025   |
| Interzonale        | Interzonale | Interzonale             | Interzonale | Interzonale             | Interzonale | Interzonale        | Interzonale | Interzonale        | Interzonale | Interzonale             | Interzonale |
| Locali             | R           | Ospiti                  | Giorno      | Locali                  | R           | Ospiti             | Giorno      | Locali             | R           | Ospiti                  | Giorno      |
| Defensa y Justicia | 1 - 0       | Deportivo Riestra       | 11.8.2025   | Instituto               | 0 - 4       | Unión              | 15.8.2025   | Rosario Central    |             | Newell's Old Boys       | 23.8.2025   |

### Statistiche

#### Classifica marcatori
| Gol |  |  | Giocatore        | Squadra           |
| --- |  |  | ---------------- | ----------------- |
| 2   |  |  | Éver Banega      | Newell's Old Boys |
| 2   |  |  | Facundo Colidio  | River Plate       |
| 2   |  |  | Ángel Di María   | Rosario Central   |
| 2   |  |  | Santiago Lencina | River Plate       |
| 2   |  |  | Kevin Retamar    | Ind. Rivadavia    |

## Tabla de descenso
La classifica del promedio tiene conto della media-punti ottenuta da ogni squadra in questa stagione e nelle due stagioni precedenti. Al termine di entrambi i tornei Apertura e Clausura, la squadra con il peggior promedio retrocede in Primera B Nacional, insieme alla peggior squadra classificata nella Tabla general dell'intera stagione 2025.
Dati aggiornati al 12 agosto 2025.
| Pos. | Squadra                 | Promedio | 23 | 24 | 25 | PT  | PG  |
| ---- | ----------------------- | -------- | -- | -- | -- | --- | --- |
| 1.   | River Plate             | 1,901    | 85 | 70 | 39 | 194 | 102 |
| 2.   | Boca Juniors            | 1,617    | 62 | 67 | 36 | 165 | 102 |
| 3.   | Racing Club             | 1,588    | 60 | 70 | 32 | 162 | 102 |
| 4.   | Talleres (C)            | 1,529    | 67 | 72 | 17 | 156 | 102 |
| 5.   | Estudiantes (LP)        | 1,519    | 62 | 63 | 30 | 155 | 102 |
| 6.   | Rosario Central         | 1,500    | 65 | 47 | 41 | 153 | 102 |
| 7.   | Argentinos Juniors      | 1,450    | 54 | 56 | 38 | 148 | 102 |
| 8.   | Godoy Cruz              | 1,441    | 63 | 64 | 20 | 147 | 102 |
| 9.   | Huracán                 | 1,431    | 51 | 62 | 33 | 146 | 102 |
| 10.  | Independiente           | 1,421    | 51 | 63 | 31 | 145 | 102 |
| 11.  | San Lorenzo             | 1,411    | 64 | 45 | 35 | 144 | 102 |
| 12.  | Vélez Sarsfield         | 1,411    | 49 | 76 | 19 | 144 | 102 |
| 13.  | Defensa y Justicia      | 1,392    | 58 | 58 | 26 | 142 | 102 |
| 14.  | Lanús                   | 1,392    | 57 | 59 | 26 | 142 | 102 |
| 15.  | Platense                | 1,343    | 54 | 57 | 26 | 137 | 102 |
| 16.  | Barracas Central        | 1,303    | 49 | 49 | 35 | 133 | 102 |
| 17.  | Dep. Riestra            | 1,278    | —  | 48 | 30 | 78  | 61  |
| 18.  | Belgrano                | 1,274    | 57 | 49 | 24 | 130 | 102 |
| 19.  | Independiente Rivadavia | 1,262    | —  | 46 | 31 | 77  | 61  |
| 20.  | Instituto (C)           | 1,254    | 52 | 53 | 23 | 128 | 102 |
| 21.  | Newell's Old Boys       | 1,235    | 53 | 49 | 24 | 126 | 102 |
| 22.  | Atl. Tucumán            | 1,225    | 54 | 50 | 21 | 125 | 102 |
| 23.  | Unión (SF)              | 1,225    | 46 | 60 | 19 | 125 | 102 |
| 24.  | Tigre                   | 1,147    | 47 | 39 | 31 | 117 | 102 |
| 25.  | Gimnasia (LP)           | 1,137    | 45 | 48 | 23 | 116 | 102 |
| 26.  | Central Córdoba (SdE)   | 1,117    | 48 | 42 | 24 | 114 | 102 |
| 27.  | Banfield                | 1,098    | 53 | 41 | 18 | 112 | 102 |
| 28.  | Sarmiento (J)           | 0,990    | 46 | 35 | 20 | 101 | 102 |
| 29.  | Aldosivi                | 0,850    | —  | —  | 17 | 17  | 20  |
| 30.  | San Martín (SJ)         | 0,650    | —  | —  | 13 | 13  | 20  |

Legenda
      Squadra retrocessa in Primera B Nacional.
Godoy Cruz precedentemente penalizzato con 3 punti di penalizzazione, poi restituiti.
Note
Fonte: AFA
3 punti per la vittoria, 1 punto per il pareggio.
A parità di punti, valgono i seguenti criteri:
- Miglior differenza reti;
- Maggior numero di gol segnati;
- Miglior piazzamento nella classifica Fair Play 2024 alla conclusione del campionato.
- Sorteggio.

## Tabla general
La Tabla general considera i punti totalizzati da ogni squadra in entrambi i tornei semestrali, Apertura e Clausura. La Tabla general ha lo scopo di determinare le squadre qualificate alla Copa Libertadores 2026, alla Copa Sudamericana 2026 e alla Supercopa Internacional 2025. L'ultima squadra classificata nella Tabla general retrocede in Primera B Nacional insieme alla squadra ultima classificata nella classifica del promedio.
Dati aggiornati al 12 agosto 2025.
| Pos. | Squadra                 | Pt | G  | V  | N  | P  | GF | GS | DR  |
| ---- | ----------------------- | -- | -- | -- | -- | -- | -- | -- | --- |
| 1.   | Rosario Central         | 41 | 20 | 11 | 8  | 1  | 24 | 9  | 15  |
| 2.   | River Plate             | 39 | 20 | 10 | 9  | 1  | 28 | 10 | 18  |
| 3.   | Argentinos Juniors      | 38 | 20 | 10 | 8  | 2  | 26 | 11 | 15  |
| 4.   | Boca Juniors            | 36 | 20 | 10 | 6  | 4  | 26 | 14 | 12  |
| 5.   | San Lorenzo             | 35 | 20 | 9  | 8  | 3  | 17 | 11 | 6   |
| 6.   | Barracas Central        | 35 | 20 | 10 | 5  | 5  | 27 | 23 | 4   |
| 7.   | Huracán                 | 33 | 20 | 9  | 6  | 5  | 22 | 17 | 5   |
| 8.   | Racing Club             | 32 | 20 | 10 | 2  | 8  | 28 | 19 | 9   |
| 9.   | Independiente           | 31 | 20 | 8  | 7  | 5  | 26 | 17 | 9   |
| 10.  | Tigre                   | 31 | 20 | 9  | 4  | 7  | 21 | 16 | 5   |
| 11.  | Independiente Rivadavia | 31 | 20 | 8  | 7  | 5  | 25 | 21 | 4   |
| 12.  | Dep. Riestra            | 30 | 20 | 7  | 9  | 4  | 17 | 11 | 6   |
| 13.  | Estudiantes (LP)        | 30 | 20 | 8  | 6  | 6  | 23 | 22 | 1   |
| 14.  | Lanús                   | 26 | 20 | 6  | 8  | 6  | 16 | 13 | 3   |
| 15.  | Platense (A)            | 26 | 20 | 6  | 8  | 6  | 15 | 15 | 0   |
| 16.  | Defensa y Justicia      | 26 | 20 | 7  | 5  | 8  | 22 | 24 | −2  |
| 17.  | Central Córdoba (SdE)   | 24 | 20 | 6  | 6  | 8  | 25 | 25 | 0   |
| 18.  | Newell's Old Boys       | 24 | 20 | 6  | 6  | 8  | 16 | 19 | −3  |
| 19.  | Belgrano                | 24 | 20 | 5  | 9  | 6  | 18 | 25 | −7  |
| 20.  | Instituto (C)           | 23 | 20 | 6  | 5  | 9  | 18 | 25 | −7  |
| 21.  | Gimnasia (LP)           | 23 | 20 | 6  | 5  | 9  | 12 | 20 | −8  |
| 22.  | Atl. Tucumán            | 21 | 20 | 6  | 3  | 11 | 20 | 24 | −4  |
| 23.  | Sarmiento (J)           | 20 | 20 | 3  | 11 | 6  | 14 | 23 | −9  |
| 24.  | Godoy Cruz              | 20 | 20 | 3  | 11 | 6  | 10 | 21 | −11 |
| 25.  | Unión (SF)              | 19 | 20 | 4  | 7  | 9  | 13 | 19 | −6  |
| 26.  | Vélez Sarsfield         | 19 | 20 | 5  | 4  | 11 | 9  | 24 | −15 |
| 27.  | Banfield                | 18 | 20 | 4  | 6  | 10 | 18 | 25 | −7  |
| 28.  | Talleres (C)            | 17 | 20 | 3  | 8  | 9  | 14 | 19 | −5  |
| 29.  | Aldosivi                | 17 | 20 | 4  | 5  | 11 | 19 | 33 | −14 |
| 30.  | San Martín (SJ)         | 13 | 20 | 3  | 4  | 13 | 9  | 23 | −14 |

Legenda
      Squadra qualificata alla Copa Libertadores 2026 e alla Supercopa Internacional 2025.
      Squadre classificate alla Copa Libertadores 2026.
      Squadre qualificate alla Copa Sudamericana 2026.
      Squadra retrocessa in Primera B Nacional.
Godoy Cruz precedentemente penalizzato con 3 punti di penalizzazione, poi restituiti.
Godoy Cruz e Talleres con 1 partita in meno.
Note
Fonte: AFA
3 punti per la vittoria, 1 punto per il pareggio.
A parità di punti, valgono i seguenti criteri:
- Miglior differenza reti;
- Maggior numero di gol segnati;
- Miglior piazzamento nella classifica Fair Play 2024 alla conclusione del campionato.
- Sorteggio.

## Verdetti
- Squadre campioni:
  -  Platense (vincitore del Torneo Apertura)
- Retrocessioni:
  - da definire
- Qualificazione alla Copa Libertadores 2026:
  -  Platense (vincitore del Torneo Apertura)
- Qualificazione alla Copa Sudamericana 2026:
  - da definire
- Qualificazione alla Copa Argentina 2026:
  - da definire
- Qualificazione alla Supercopa Argentina 2025
  - da definire
- Qualificazione al Trofeo de Campeones 2025
  -  Platense (vincitore del Torneo Apertura)